# Stazione di Capo Spartivento
La stazione di Capo Spartivento è stata una stazione ferroviaria posta al km 417+421 della ferrovia Jonica in corrispondenza dell'omonima località, nel comune italiano di Palizzi, in Calabria.

## Strutture e impianti
La stazione aveva un fabbricato posto lato monte rispetto ai binari. Era costituita di un semplice raddoppio di binario, ad uso incroci e precedenze, della lunghezza di 525 m. Era munita di doppio segnalamento luminoso di protezione e partenza.

## Movimento
Nel 1938 l'offerta viaggiatori della stazione prevedeva la fermata di 6 coppie di treni da e per Reggio Calabria di differenti categorie (automotrici, omnibus, accelerati e un diretto).
L'orario in vigore dal 28 settembre 1975 prevedeva la fermata di 9 treni di differenti categorie per Reggio Calabria e di 11 treni in senso inverso.
L'offerta viaggiatori, nell'orario generale di servizio del biennio maggio 1989 - giugno 1991, prevedeva la fermata di 8 coppie di treni locali da e per Reggio Calabria.
Provvedimenti successivi hanno disposto la chiusura al servizio viaggiatori della stazione.